# Aulorhynchus flavidus
El trompudo sargacero (Aulorhynchus flavidus) es una especie de pez actinopeterigio marino, la única del género monotípico Aulorhynchus de la familia de los aulorínquidos.

## Morfología
La longitud máxima descrita es de 18 cm. Tiene de 24 a 27 espinas en la aleta dorsal y una en la aleta anal, con el dorsal representado por una serie de pequeñas espinas libres de membrana; aleta dorsal blanda triangular y colocada bien atrás en el cuerpo, aleta caudal pequeña y finamente bifurcada, cola de la aleta anal pequeña y ancha, aletas pectorales truncadas. Color pálido moteado marrón, variando de verde oliva a marrón amarillo dorsalmente, blanco cremoso ventral, un parche plateado brillante entre opérculo y aletas pectorales, machos reproductores con hocico rojo brillante y hocico fosforescente.

## Biología
Se alimenta de pequeños crustáceos y larvas de peces. Puede vivir hasta 9 años. Construyen el nido generalmente entre las algas marinas, que es defendido y guardado por los machos territoriales.

## Distribución y hábitat
Se distribuye por el noreste del océano Pacífico, desde Sitka (Alaska) hasta el norte de Baja California (México). Es una especie marina bentopelágica, que habita en un rango de profundidad desde la superficie hasta los 30 m. Se encuentra entre las algas, en zona de algas, áreas rocosas o sobre fondos de arena. Por lo general, en cardumen cerca de la superficie, a veces en las bancos densos en mar abierto.